# Cœur Défense
Cœur Défense este un zgârie-nori de birouri din cartierul La Défense din Paris. Cu o suprafață de 350.000 m² (3,77 milioane de metri pătrați), este cea mai mare clădire din Europa, împreună cu Palatul Parlamentului României din București.